# SILENT (SILENT SIRENのアルバム)
『SILENT』（サイレント）は、SILENT SIRENの2作目となるベスト・アルバム。2021年12月15日にEMI Recordsから発売。

## 解説
前作『mix10th』以来約1年3か月ぶりとなるアルバム作品で、ベストアルバムとしては『Silent Siren Selection』以来約4年ぶりとなる。SILENT SIREN初となるオールタイム・ベストアルバムで同じくベストアルバムの『SIREN』と同時発売。
SILENT SIRENはベストアルバム発売後の12月30日に、全国ツアー「SILENT SIREN 年末スペシャルLIVE TOUR 2021『FAMILIA』」を行う後に活動休止を発表した為、活動休止前最後のアルバム作品となる。

## 収録曲

### Disc 1
1. ランジェリー
2. セピア
3. All Right ～“今”を懸ける～
4. LOVEのしるし
5. Sweet Pop!
6. stella☆
7. ビーサン
8. Starmine
9. ぐるぐるワンダーランド
10. ラッキーガール
11. 恋花
12. BANG!BANG!BANG!
13. 恋い雪
14. ハピマリ
15. alarm
16. チェリボム

### Disc 2
1. milk boy
2. 吉田さん
3. nukumor
4. Love Balloon
5. AKANE
6. ジャストミート
7. さよなら日比谷
8. 19 summer note.
9. Go Way!
10. Melty
11. 恋のエスパー
12. 無重力ダンス
13. 卒業
14. 四月の風
15. CONNECT

Bonus Track
1. FAMILIA
完全未発表による新曲